# Thailand Basketball League
La Thailand Basketball League ( ไทยแลนด์บาสเกตบอลลีก in thailandese) è una lega nazionale di basket professionistica della Thailandia fondata nel 2012, posta sotto l'egida della FIBA Asia. La competizione si tiene con cadenza annuale, quasi sempre da giugno ad agosto, e vede la partecipazione di 10 squadre.
Il campionato è al vertice della piramide cestistica della Thailandia; al di sotto della TBL esistono altri due campionati nazionali, la TBL Division 2 e la TBL Division 3.
La competizione è stata creata nel 2012 dalla Federazione cestistica della Thailandia con l'obbiettivo di contribuire alla diffusione della pallacanestro e lo sviluppo di giocatori locali in Thailandia. Il campionato, prevede che le squadre possono avere un massimo di due giocatori stranieri nel loro roster, per poter lasciare spazio allo sviluppo di giocatori locali.

## Squadre partecipanti
Un totale di dieci squadre prendono parte alla competizione per l'edizione 2024.
| Bangkok Dunkin' Raptors  | Bangkok            |
| Chaophraya Thunders      | Chaophraya Surasak |
| Chiangmai Eagles         | Chiang Mai         |
| Cooly Bangkok Tigers     | Bangkok            |
| Khaoyai Chichi Wild Catz | Nakhon Ratchasima  |
| Pathum Thani Pythons     | Pathum Thani       |
| Phuket Wave              | Phuket             |
| Suphanburi Mammoth       | Suphanburi         |
| Similan Black Fox        | Ko Similan         |
| Nakhon Ratchasima T-REX  | Nakhon Ratchasima  |

## Ex-Squadre
Nel corso delle edizioni hanno preso parte alla competizione anche squadre che non sono più attive o che prendono parte ad altre competizioni. Tra le squadre che hanno preso parte alla TSL troviamo anche un team del Vietnam e due rappresentative delle Filippine.
- Ban Bueng Devil Rays
- Nakhon Pathom Mad Goats
- Mekong United BC
- Mono Vampire
- Mono Thewphaingarm
- Thew Charoen Aksorn
- Hi-Tech Bangkok
- TGE Basket
- Hanoi Buffaloes
- ZNO Eagles
- Makabayan Warriors

## Albo d'oro
| Stagione | Campione                | Secondo Posto        |
| -------- | ----------------------- | -------------------- |
| 2012     | Thew Charoen Aksorn     |                      |
| 2013     | Hi-Tech Bangkok         |                      |
| 2014     | Nakhon Pathom Mad Goats |                      |
| 2015     | Mono Vampire            | Mono Thewphaingarm   |
| 2016     | Mono Vampire            | Hi-Tech Bangkok      |
| 2017     | Mono Vampire            | Hi-Tech Bangkok      |
| 2018     | Hi-Tech Bangkok         | Mono Vampire         |
| 2019     | TGE Basket              | Hi-Tech Bangkok      |
| 2020     | Hi-Tech Bangkok         | Mekong United BC     |
| 2021     | Hi-Tech Bangkok         | TGE Basket           |
| 2022     | Ban Bueng Devil Rays    | Hi-Tech Bangkok      |
| 2023     | Phuket Wave             | Ban Bueng Devil Rays |
| 2024     | Bangkok Dunkin' Raptors | Cooly Bangkok Tigers |

## Titoli per squadra
| Team                    | Vittorie | Finali | Totale | Anni vittorie          | Anni Sconfitte         |
| ----------------------- | -------- | ------ | ------ | ---------------------- | ---------------------- |
| Hi-Tech Bangkok         | 4        | 4      | 8      | 2013, 2018, 2020, 2021 | 2016, 2017, 2019, 2022 |
| Mono Vampire            | 3        | 1      | 4      | 2015, 2016, 2017       | 2018                   |
| Ban Bueng Devil Rays    | 1        | 1      | 2      | 2022                   | 2023                   |
| TGE Basket              | 1        | 1      | 2      | 2019                   | 2021                   |
| Bangkok Dunkin' Raptors | 1        | 0      | 1      | 2024                   |                        |
| Phuket Wave             | 1        | 0      | 1      | 2023                   |                        |
| Thew Charoen Aksorn     | 1        | 0      | 1      | 2012                   |                        |
| Mekong United BC        | 0        | 1      | 1      |                        | 2020                   |
| Mono Thewphaingarm      | 0        | 1      | 1      |                        | 2015                   |
| Cooly Bangkok Tigers    | 0        | 1      | 1      |                        | 2024                   |